# Cadillac (Michigan)
Cadillac is een plaats (city) in de Amerikaanse staat Michigan, en valt bestuurlijk gezien onder Wexford County.

## Demografie
Bij de volkstelling in 2000 werd het aantal inwoners vastgesteld op 10.000.
In 2006 is het aantal inwoners door het United States Census Bureau geschat op 10.308, een stijging van 308 (3,1%).

## Geografie
Volgens het United States Census Bureau beslaat de plaats een oppervlakte van
22,3 km², waarvan 17,7 km² land en 4,6 km² water.

## Plaatsen in de nabije omgeving
De onderstaande figuur toont nabijgelegen plaatsen in een straal van 24 km rond Cadillac.